# Ukrainische Aufständische Armee

Emblem der Ukrainischen Aufständischen Armee

Flagge der Ukrainischen Aufständischen Armee. Sie symbolisiert das rote Blut der Ukrainer, welches auf dem schwarzen Boden vergossen wurde.

Die Ukrainische Aufständische Armee (ukrainisch Українська повстанська армія / Ukrajinska powstanska armija; kurz UPA, auch als Ukrainische Aufstandsarmee übersetzt) war eine ukrainische Partisanenarmee und der militärische Flügel der „Organisation Ukrainischer Nationalisten“ (OUN, Bandera-Fraktion OUN-B). Sie wurde 1942 gegründet und existierte bis etwa 1956. Im Zweiten Weltkrieg kollaborierte die UPA zeitweise mit dem nationalsozialistischen Deutschland und bekämpfte die Polnische Heimatarmee. Nach dem Krieg kämpfte sie weitere fünf Jahre in der Ukrainischen Sozialistischen Sowjetrepublik gegen die Sowjetunion.
Nach Schätzungen umfasste sie zwischen 30.000 und 200.000 Kämpfer. Die Mitglieder waren überwiegend junge Männer im Alter von 18 bis 22 Jahren, darüber hinaus stammte die Mehrheit der UPA-Kämpfer aus der Bauernschaft. Außer Ukrainern (98 %) gab es Angehörige anderer Ethnien der Sowjetunion wie Usbeken, Belarussen und Russen.

## Geschichte

### Gründung und Zweiter Weltkrieg

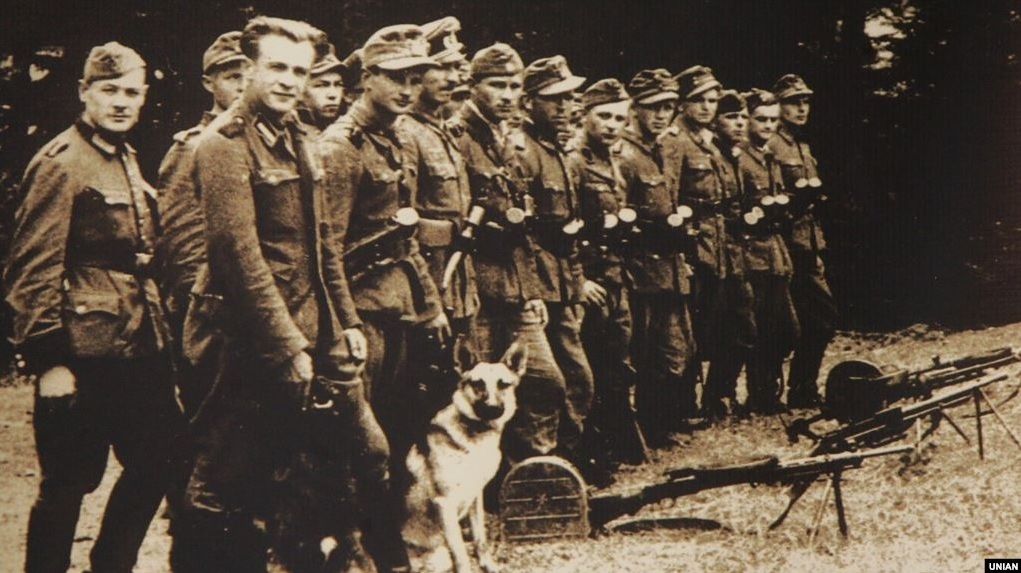
Kämpfer der UPA im Juli 1944

Die UPA wurde am 14. Oktober 1942 als militärischer Flügel der Organisation Ukrainischer Nationalisten gegründet und war hauptsächlich in der Westukraine aktiv. 1943 wurde Dmytro Kljatschkiwskyj Kommandeur der UPA. Anfang 1944 übernahm Roman Schuchewytsch bis zu seinem Tod 1950 das Amt. Der letzte Oberbefehlshaber war Wassyl Kuk.
Während des Zweiten Weltkriegs kollaborierte sie mit dem nationalsozialistischen Deutschland, von dem sie sich vergeblich Unterstützung für einen unabhängigen ukrainischen Staat erhoffte. In dieser Zeit war die UPA an der Tötung von Juden beteiligt. Zugleich waren jedoch auch in der UPA jüdische Kämpfer und Ärzte vertreten. Ob sich diese freiwillig der UPA angeschlossen haben, ist jedoch nicht gesichert.
Da die deutschen Besatzer einen unabhängigen ukrainischen Staat nicht zuließen, wendete sich die UPA gegen die Wehrmacht. Maßgeblich dafür war der Beschluss der Teilorganisation OUN-B von Anfang 1943, die Kontrolle über die bereits in Wolhynien entstandenen ukrainischen Partisanenverbände zu übernehmen, sowie im März der Aufruf der OUN-B an die Mitglieder der Ukrainischen Hilfspolizei, mit ihren Waffen zu den Partisanen überzugehen, dem rund 5000 Hilfspolizisten folgten. Im Sommer 1943 kam es zu schweren Auseinandersetzungen zwischen der UPA und den deutschen Streitkräften in der Oblast Wolyn, bei denen laut Viktor Korol etwa 3000 deutsche Soldaten durch UPA-Kämpfer getötet worden sein sollen. Auf Seiten der UPA starben bei diesen Kämpfen 1237 Personen. Im Herbst desselben Jahres wurden 1500 deutsche Soldaten durch die UPA getötet. Zeitweilig verbündete sich die UPA mit sowjetischen Partisanen gegen die Deutschen.
Zugleich bekämpfte die UPA die Polnische Heimatarmee, die Armee des Polnischen Untergrundstaates. Die Territorialstreitigkeiten endeten im Massaker von Wolhynien und Ostgalizien, bei dem annähernd 100.000 polnische Zivilisten ermordet wurden. Daran beteiligten sich neben den UPA-Einheiten auch ukrainische Zivilisten. Ebenso beanspruchte die UPA Gebiete von Belarus und der Tschechoslowakei, wodurch es auch dort zu einzelnen Kampfhandlungen kam.
Verfeindet war die UPA auch mit im gleichen Gebiet operierenden sowjetischen Partisanen und in der Region ansässigen Kommunisten. Auch mit ihnen kam es zu Kämpfen. Unter diesen Rahmenbedingungen kam es zu vielschichtigen Bündnissen und Konflikten. So erhielt die von den deutschen Besatzungsbehörden aufgestellte Polnische Polizei im Generalgouvernement unter dem Eindruck der UPA-Aktivitäten stärkeren Zulauf, und vereinzelt bewaffneten die Deutschen die polnischen Selbstverteidigungszentren, die sich gegen die UPA formiert hatten. Dies führte wiederum zu Massakern gegenüber der ukrainischen Bevölkerung. Eine größere Zahl von Polen ging auch zu den sowjetischen Partisanen über, um sowohl gegen die Besatzungstruppen und -behörden als auch gegen die UPA vorzugehen.

### Nachkriegszeit und Auflösung
Nach dem Krieg setzte die UPA ihren Kampf gegen die Sowjetunion fort. Von 1945 bis 1946 gelang es der UPA, die Hälfte der Ukraine unter ihre Kontrolle zu bringen. 1947 schlossen die Sowjetunion, Polen und die Tschechoslowakei ein Geheimabkommen, um die UPA gemeinsam zu bekämpfen. Die UPA löste sich mit der Zeit auf und operierte immer mehr in kleineren Gruppen. In ihrem fortgesetzten Untergrund-Kampf gegen die Sowjetunion wurde die UPA durch Waffenlieferungen aus der Luft, bis 1953 von CIA-Kräften in verdeckter Aktion unterstützt. Im Jahr 1947 führte die Polnische Volksarmee die Aktion Weichsel durch, bei der etwa 150.000 Ukrainer aus ihrer bisherigen, nun zu Polen gehörenden Heimat vertrieben wurden. Die UPA versuchte, diese Umsiedlung zu verhindern und bekämpfte die polnischen Streitkräfte. 1950 wurde Roman Schuchewytsch, der wichtigste Oberbefehlshaber in der Geschichte der UPA, getötet. 1954 wurde die UPA von Truppen der Sowjetarmee und des MGB endgültig zerschlagen.

## Gliederung

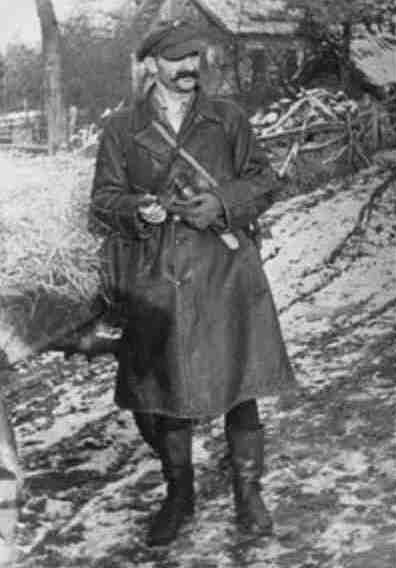
Peter Oliynik, Kommandant der UPA-Süd

Die UPA bestand aus zwei militärischen Einheiten, der südlichen und der nördlichen. Diese hatten jeweils bis zu 15.000 Mann und waren ihrerseits in Bataillone („Kuren“) zu jeweils 500 Mann aufgeteilt. Eine Kure bestand aus
- drei Schützenhundertschaften zu je 80 Mann
- einem sMG-Zug
- einem Zug Panzerabwehrkanonen
- einem Versorgungszug
- einer Sanitätsabteilung
- einer Abteilung Feldgendarmerie
- einem Stabsaufklärungszug

## Historische Einordnung und Beurteilung
Die Beurteilung der UPA – entweder als Unabhängigkeitskämpfer oder als Handlanger des Faschismus und Kriegsverbrecher – spaltet seit dem Ende der Sowjetunion und der Unabhängigkeit die Ukrainer selbst und belastet die Beziehungen zu Polen, Russland und Israel. Während in der offiziellen ukrainischen Geschichtsschreibung seit einigen Jahren die vor allem von nationalistischen Westukrainern getragene Heroisierung der UPA dominiert, sehen viele russischsprachige Bewohner sowie jüdische Bewohner der Ostukraine diese als Verbrecher an.

### Polen
Die Beurteilung der UPA spielt eine große Rolle in den Polnisch-Ukrainischen Beziehungen. Die Einordnung wird durch die unterschiedliche Sicht der betroffenen Staaten erschwert.
Der polnische Staat betrachtet die UPA als „verbrecherische Organisation“ und verantwortlich für einen „Genozid an der polnischen Bevölkerung“ in Wolhynien sowie Teilen Ostgaliziens. Die polnische Bevölkerung überlebte nur in den Großstädten, teilweise gab es aber auch hier schwere Ausschreitungen. Die Provinzbevölkerung dagegen war der UPA zumeist schutzlos ausgeliefert. In der Zeit von 1942 bis 1944 wurden allein in Wolhynien schätzungsweise 35.000 bis 60.000 ethnische Polen, und unter Einschluss der übrigen Gebiete der Ukraine möglicherweise bis zu 100.000 ermordet. Rechnet man die Zahl der geschätzten Geflüchteten mit ein, so dürfte die Zahl der polnischen Opfer insgesamt rund 300.000 erreicht haben.

### Ukraine
Besonders in der Westukraine setzte seit der Unabhängigkeit 1991 eine Verehrung der UPA ein. In der Ukraine gibt es keinen Konsens über die Bewertung der UPA, große Teile der ukrainischen Bevölkerung lehnen eine Würdigung der Organisation ab. In einigen östlichen Landesteilen wurden Gedenktafeln und Mahnmale errichtet, die an die Opfer der UPA erinnern. Anfang April 2015 entschied sich das ukrainische Parlament, Mitglieder der UPA als Unabhängigkeitskämpfer anzuerkennen.

## Gedenken

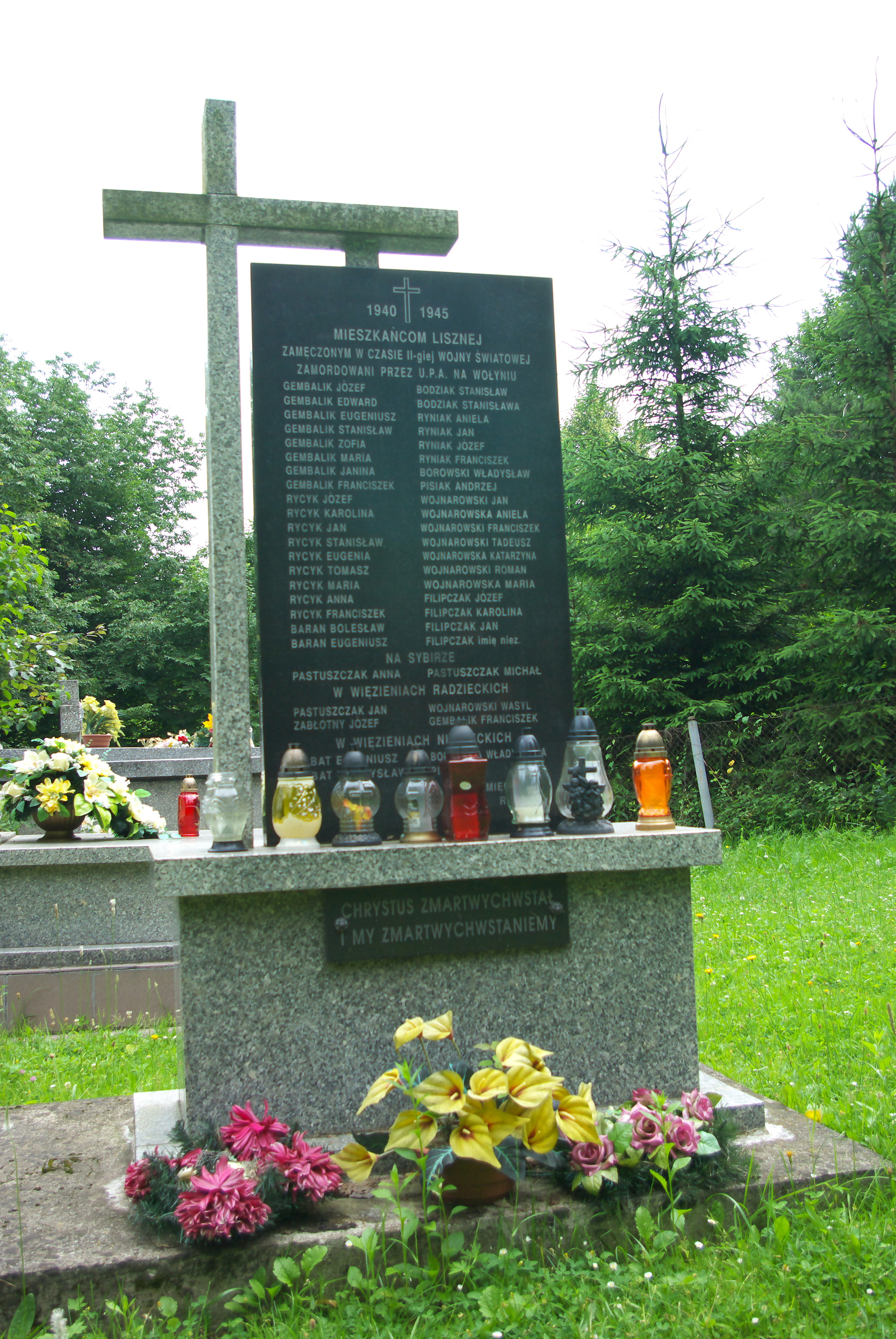
Polnisches Denkmal für die Opfer der Massaker in Wolhynien 1940–45
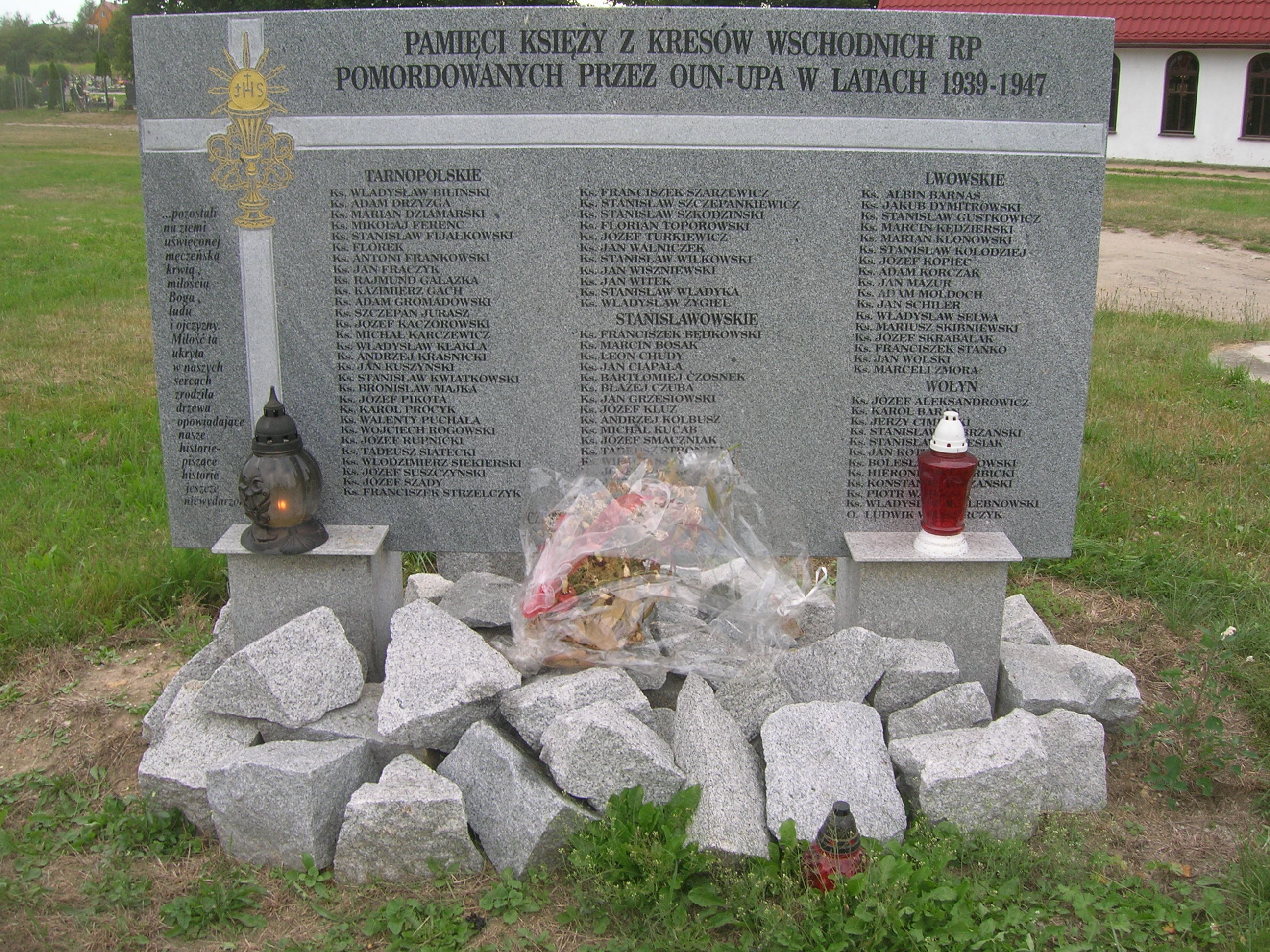
Denkmal für die durch Kämpfer der UPA ermordeten polnischen Priester
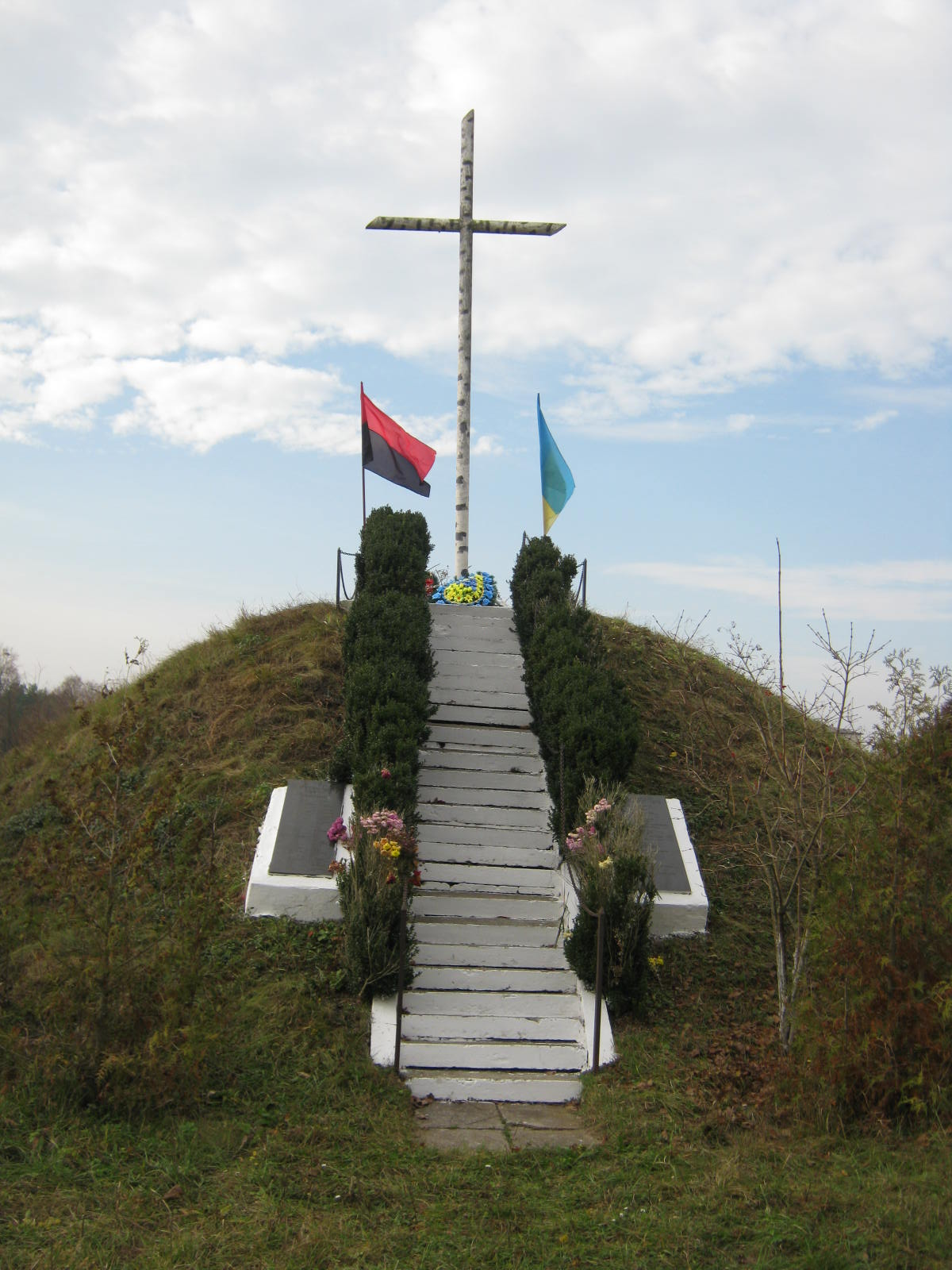
Denkmal für die Kämpfer der UPA in Butschatsch
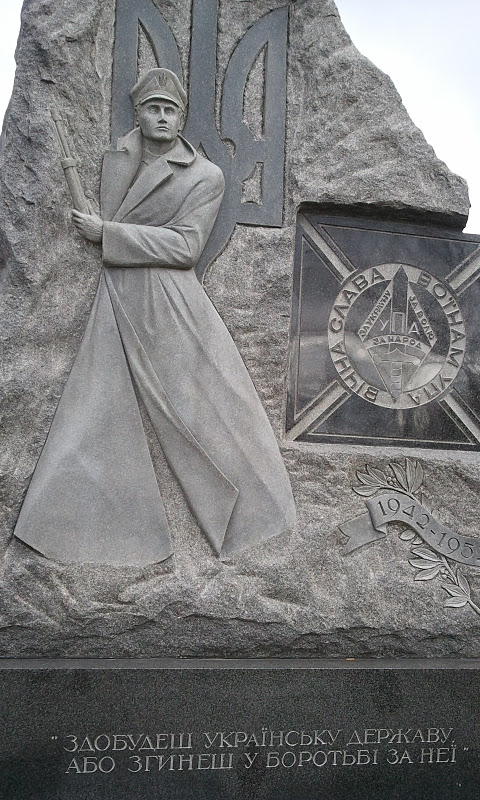
Denkmal für die Kämpfer der UPA in Oakville (Ontario)
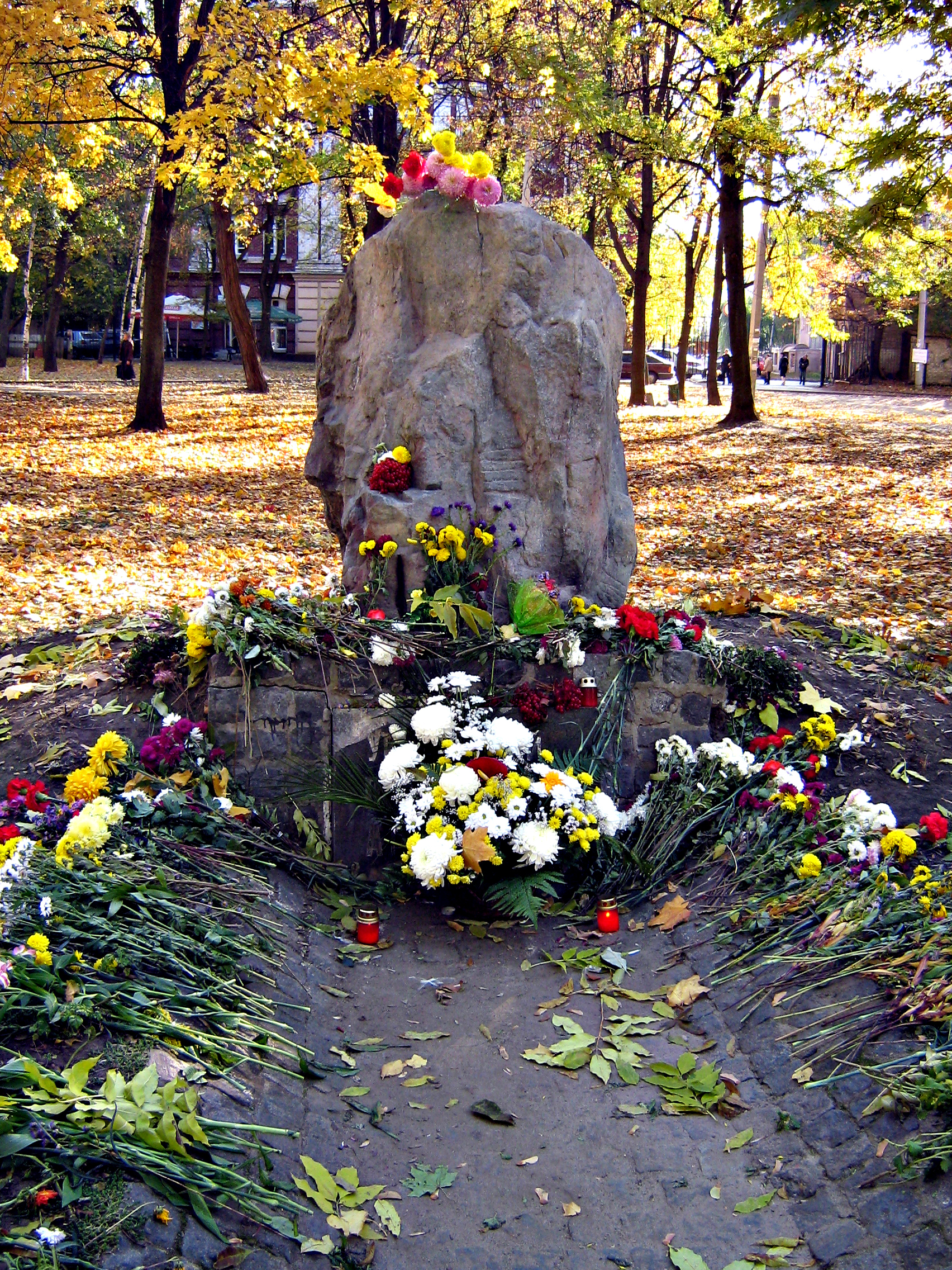
Denkmal für die Kämpfer der UPA in Charkiw

### Sachliteratur
- Ignacy Blum: Udział Wojska Polskiego w walce o utrwalenie władzy ludowej. Walki z bandami UPA. Wojskowy Przegląd Historyczny, Warszawa 1959, Nr. 1
- Franziska Bruder: Den ukrainischen Staat erkämpfen oder sterben! Die Organisation Ukrainischer Nationalisten (OUN) 1929–1948. Metropol, Berlin 2007, ISBN 978-3-938690-33-8 (Zugleich Dissertation an der TU Berlin 2005).
- J. Czapla: Działalność terrorystyczna kurenia UPA „Zalezniaka“ i jego likwidacja (kwiecień 1944 – listopad 1947). praca magisterska (maszynopis), Biblioteka WAP, Warszawa 1961
- Jan Gerhard: Dalsze szczególy walk z bandami UPA i WiN na południowo-wschodnich obszarach Polski. Wojskowy Przegląd Historyczny 1959, Nr. 3/12, S. 305–335.
- John-Paul Himka: Ukrainian Nationalists and the Holocaust. Stuttgart 2021, ISBN 978-3-8382-1548-8.
- Jared McBride: Peasants into Perpetrators: The OUN-UPA and the Ethnic Cleansing of Volhynia, 1943–1944. In: Slawic Review, Volume 75, Issue 3, Fall 2016
- Grzegorz Motyka: Ukraińska partyzantka 1942–1960. Działalność Organizacji Ukraińskich Nacjonalistów i Ukraińskiej Powstańczej Armii. Der ukrainische Partisanenkampf  1941–1960. Die Tätigkeit der Organisation Ukrainischer Nationalisten und der Ukrainischen Aufstandsarmee. Oficyna Wydawnicza Rytm, Warszawa 2006, ISBN 978-83-8849058-3 (polnisch).
- Per Anders Rudling: The OUN, the UPA and the Holocaust: A Study in the Manufacturing of Historical Myths. Pittsburgh 2017.
- Józef Sobiesiak, Ryszard Jegorow: Ziemia płonie. II wyd., Ministerstwo Obrony Narodowej, Warszawa 1967, 322 S.; Burzany, Ministerstwo Obrony Narodowej, Warszawa 1962

### Belletristik
- Jan Gerhard: Feuerschein in den Beskiden (Polnische Originalausgabe Łuny w Bieszczadach), 2. Aufl. Berlin (Deutscher Militärverlag) 1967, 1. Aufl. 1964.

## Filme
- Feuermeister Kalen (Ogniomistrz Kaleń, Polen 1961, Regie: Ewa Petelska/Czesław Petelski). Nach der Literaturvorlage von Jan Gerhard „Feuerschein in den Beskiden“, deutsche Synchronisation durch die DEFA, 1969 in der DDR aufgeführt.
- Ein Mann namens Pawlov, Episode 13 der Fernsehserie Die fünfte Kolonne (BRD 1965, Regie: Rudolf Jugert).
- The Ukrainian Insurgent Army – Chronicles 1942–1954 (2015, Regie: Taras Khymych).